# Mikhail Myasnikovich
Mikhail Uladzimiravich Myasnikovich (tiếng Belarus: Міхаіл Уладзіміравіч Мясніковіч, tiếng Nga: Михаил Владимирович Мясникович; tên khai sinh là Novy Snov, nơi sinh ở huyện Nesvizh, khu vực Minsk, Cộng hòa XHCN Xô Viết Belarus, Liên Xô, ngày 6 tháng năm 1950) là một chính khách Belarus. Ông là cựu Thủ tướng Belarus. Ông được Tổng thống Belarus Alexander Lukashenko bổ nhiệm làm Thủ tướng Chính phủ sau cuộc bầu cử tổng thống năm 2010.
Ông tốt nghiệp Học viện Xây dựng và Kỹ thuật công trình Brest vào năm 1972, và Trường Đảng Cộng sản trong năm 1989 tại Minsk. Ông có bằng tiến sĩ kinh tế, có thể nói tiếng Anh. Ông có một con trai, một con gái và hai cháu. 
Các chức vụ trước đây của ông gồm Chánh văn phòng Tổng thống (1995-2001) và Chủ tịch Học viện Khoa học Quốc gia (2001-2010).